# ビーシュム・サーヘニー
ビーシュム・サーヘニー（ ヒンディー語: भीष्म साहनी ) は、インドのヒンディー語作家( 1915年8月8日-2003年7月11日 )。

## 生涯
イギリス領インド時代のパンジャーブ地方ラーワルピンディーに生まれる。1937年にラホールのガヴァメント・カレッジで文学修士課程を修了する。1947年のインド・パキスタン分離独立後は、カシミールで暮らしていた父母妻子とムンバイへ移住し、インド人民演劇協会の活動に参加したのちにデリーへ移住する。
1957年から63年にかけてはソビエト連邦で生活。1958年にパンジャーブ大学でPh.Dを取得し、ヒンディー語雑誌「新短編小説」の編集、デリー大学デリー・カレッジの英文学教授、全インド進歩主義作家協会会長などをつとめる。大学では英文学を教えつつヒンディー語で創作を続けた。ヒンディー語の他にパンジャーブ語やウルドゥー語にも堪能だった。俳優のバルラージ・サーヘニーは兄にあたり、ビーシュム自身も俳優としていくつかの映画に出演した。

## 作品
インド・パキスタン分離独立前の動乱を題材とした『タマス』（1974年）を発表し、サーヒトヤ・アカデミー賞  (Sahitya Akademi Award) を受賞する。この小説は後に同名の『タマス』 (Tamas (film)) として映画化もされた。小説や戯曲、児童文学のほか、兄バルラージの評伝も書いている。

## 日本語訳著作
- 『タマス』　田中敏雄訳、大同生命国際文化基金、1991年。
- 『私の兄バルラージ』　田中敏雄・鈴木美和訳、大同生命国際文化基金、2002年。 - 著作目録を掲載

### 短編
- 「鶏の丸焼き」（『現代ヒンディー短編選集』収録）　村上敏男訳、大同生命国際文化基金、1999年。